# Dichostates similis
Dichostates similis là một loài bọ cánh cứng trong họ Cerambycidae.